# Grove Press
La Grove Press è una casa editrice statunitense fondata nel 1951, che contribuì alla diffusione delle correnti letterarie della controcultura, come l'avant-garde francese e l'American beat.
Fra gli autori pubblicati dalla casa editrice, figurano Samuel Beckett, Bertolt Brecht Alain Robbe-Grillet, Jean Genet, Eugène Ionesco, Jack Kerouac, William Burroughs e Allen Ginsberg. Vennero pubblicati, lungo gli anni sessanta, anche scritti politici di Malcolm X, Frantz Fanon e Régis Debray.
La casa editrice e il suo proprietario, Barney Rosset, furono anche al centro di vari casi giudiziari, riguardanti la pubblicazione integrale di vari romanzi giudicati "immorali", come L'amante di Lady Chatterley, Tropico del Cancro e Pasto nudo.
Nel 1991, si è fusa con l'Atlantic Monthly Press, dando vita alla Grove/Atlantic.